# 그리스의 식민지
고대 그리스의 식민지는 고대 그리스에서 외국군의 침략을 피해 고향을 떠난 원주민들에 의해 건설되었다. 서로 죽이는 전투에서 패자가 다른 곳에서 새로운 도시를 형성하기 위해 타 지역 주민들을 수용, 배척하여 타 지역과의 무역 관계를 촉진하고 도시의 부를 증진시키는 결과를 나타냈다. 전성기 그리스 식민지는 30군데 이상의 도시 국가에 이르렀으며 식민지는 빠르게는 기원전 8세기 이오니아와 이탈리아, 북아프리카에 세워졌다.

## 같이 보기
- 고대 그리스
- 식민지